# Ramin Taherisartang
Ramin Soltanmorad Taherisartang (pers.: رامین طاهری; ur. 23 października 1994) – irański zapaśnik walczący w stylu klasycznym. Zajął dwunaste miejsce na mistrzostwach świata w 2019. Złoty medalista mistrzostw Azji w latach 2015 - 2017. Wicemistrz igrzysk solidarności islamskiej w 2021. Pierwszy w Pucharze Świata w 2016, a trzeci w 2015 i 2017. Wicemistrz świata juniorów w 2012 roku.